# Българска католическа книжнина
Католическата книжовна школа или католическа книжнина в България е част от българската литература. Възниква исторически с католическата пропаганда в българските земи през XVII век.
Към тази литература се отнасят религиозни литературни произведения и литературни произведения на светски теми, написани от българския католически клир. В нейната основа стои католическата пропаганда, но значителна част от литературните творби я надхвърлят и заемат достойно място в българската национална литература.
Католишката книжнина води своето начало от XVII век. Хронологически школата се разделя на няколко части – Чипровска книжовна школа, Павликянска книжнина, Следосвобожденска книжнина и Съвременна католическа литература и информация.

## Чипровска книжовна школа
Най-изтъкнати представители на Чипровска книжовна школа са Петър Богдан, Филип Станиславович, Кръстю Пейкин, Яков Крайков и Яков Пеячевич, автори на преводи и оригинални съчинения. Повечето от творбите им са написани на латински език. По сведения на отец Петър Богдан от 1640 г., католическият манастир в Чипровци е обитаван от Софийския епископ, помощника му, десет свещеници, четири послушници, както и ученици от училището, дошли от различни краища на страната – общо 30 деца. В манастира се помещава и голяма библиотека. След Чипровското въстание книжовната школа продължава своята дейност зад граница.
За върхове на Чипровска книжовна школа се считат първата българска печатна книга „Абагар“ на Филип Станиславов, отпечатана на 8 май 1651 г. в Рим и първата „История на България“ на Петър Богдан написана един век преди Паисиевата и озаглавена „За древността на бащината земя и за българските неща“. Петър Богдан е автор и на други книги с историческа тематика като „История на Охрид – столица на България“, „Хроника моравската мисия на Св. св. Кирил и Методий“, „Призренската епископия“ и др. Два превода от латински принадлежат на Петър Богдан „Размишления на бележития, анцисиански светец Бонавентура за страстите господни“ и „Благонравие небесно“, отпечатани в Рим.
През XVIII век Яков Пеячевич, Кръстю Пейкич и други католически духовници също отпечатват богословски, философски и исторически произведения. Кръстю Пейкич публикува през 1716 г. на илирийски „Огледало на истината“, което по-късно е издадено и на латински език. Това е богословски труд, в който са разгледани отношенията между Източната и Западната църква, но са засегнати и моменти от историята на българския народ. В съчинението си „Мохамеданска догматика...“, издадено през 1717 г., той отхвърля мохамеданското вероучение. В труда си „Конкордия“, излязъл през 1730 г., Пейкич разглежда католическата догматика и изтъква превъзходството на католицизма над източното православие. Проф. Яков Пеячевич написва на латински език „География“, описваща Европа, Азия, Америка, но най-подробно Балканите. В края на XVIII в проф. Франц Пеячевич написва и след смъртта му е издадена „История на България“ с приложени карти.
Много от отчетите на владиците за обиколките на епархиите си по същество са пътеписи за техните епархии в България. Голяма част от произведенията на Чипровска книжовна школа са съставени, за да информират Рим за състоянието на католицизма в българските земи като са употребявани три езика (латински, италиански и илирийски) на две азбуки (кирилица и латиница).
Със стандартизирането на новобългарския език през XIX век, пряк отглас и приемник на книжовната школа е създадената литература на банатската българска книжовна норма във Войводина. Традицията съществуваща още от XVII век се е съхранила на тази книжовна норма благодарение просвещението на славяносръбски език.
- Произведения на Чипровската книжовна школа
- Филип Станиславов, „Абагар“
- Петър Богдан „За древността на бащината земя и за българските неща“

## Павликянска книжнина
Павликянска книжнина включва произведения на католически книжовници писани на павликянско наречие и религиозни произведения на български католически духовници от павликянски произход. Тези произведения се разпространяват предимно в пределите на Пловдивските павликянски села.
Водещи павликянски книжовници са Павел Гайдаджийски (Дуванлията) и Петър Ковачев (Царски) през XVIII в. и Яко Яковски, Йосиф Арабаджийски, Маурицио де Кастелацо и Едуард Валпа през XIX в. Видният български учен д-р Любомир Милетич е изследвал подробно книжовната им дейност. Произведенията са написани на павликянско наречие с латински букви. Една част от произведенията на павликянски книжовници, като например молитвениците, са съставени за използване от миряните в България. Една от книгите на Яко Яковски е била използвана като домашен буквар от павликянското население в Пловдивско. Едуард Валпа е съставил обширни италиано-български и българо италиански речници. Написал е „Българска граматика на италиански“, „История на българския народ“, „Кратка история на Пловдивската католическа мисия“. Има много творби, останали от Павел Дуванлията на български език. Най-ценната от тях е книжката „Песни духовни“.
През 1862 г. преподавателят по латински език към енорията в Пловдив Андрей Пастори издава първия български учебник по италиански език. Той също е автор на първото латинско описание на българския език, останало в ръкопис и издадено през 2013 г.
През 2020 г. Институтът за български език „Проф. Любомир Андрейчин“ към БАН издава ръкописа на българско-италианския речник на отец Маурицио де Кастелацо заедно с езиковедско изследване на д-р Магдалена Абаджиева.
- Произведения на Павликянската книжовна школа
- Петър Ковачев, Песен на „Блажена Девица Мария“, 1773 г.
- Яко Яковски, Петър Арабаджийски, „Молитвеник за християните от Пловдивско“, 1844 г.
- Маурицио де Кастелацо, Българско-италиански речник, 1845 г.
- Андрей Пастори, Учебник по италиански език, 1862 г.

### Павликянски преписи на „История славянобългарска“
Към павликянската книжнина спадат и четирите известни преписа на Паисиевата „История славянобългарска“ на павликянски диалект в Пловдивско. Те са известни като Павликянски преправки на „Царственика“ поради това че те се базират на първото печатно издание на един от вариантите на „История славянобългарска“ - „Царственика” на Христаки Павлович, издадена през 1844 г. в Австро-Унгария. Преписите са направени с използване на латинска азбука за запис на павликянския диалект на български език (с латински курсив).
- След назначаването на отец Едуардо Валпа за енорист на енорията в пловдивското католическо село Калъчлии през 1845 г. той се заема да напише „История на българския народ“. Творбата известна като Първа павликянска преправка (преработка) на „Царственика“ - Zaropismo ili Istoria balgarska, включва три тетрадки общо 36 листа с по 32 реда текст на лист. Като основен източник е използвана „Царственика“ на Христаки Павлович.[8]
- През 1849 г. също в село Калъчлии отец Валпа прави втори препис с множество допълнения от други извори (византийски хронисти и западноевропейски автори).[8] След Втората световна война голяма част на архив на католическата енория е предаден в Националната библиотека „Св.св. Кирил и Методий“ в София. Така двата преписа на отец Валпа попадат в Националната библиотека.
- През 1846 г. в Пловдив Лаврен Кьосестоянов започва да прави свой препис на История славянобългарска, известен като Втора павликянска преработка. Творбата е завършена през 1855 г. като историята е част от сборник с различни текстове с библейски истории, поучения и др. написан на български език с латински букви. Сборникът е на 356 листа. Като източник също е използван „Царственика“ на Христаки Павлович. Внукът на Кьосестоянов - Цанко Лавренов я предава на Народната библиотека в София. През 1959 г. е публикувана в Известия на Народната библиотека „Васил Коларов“ за 1957 - 1958 г.[8]
- През 1856 г. в Пловдив от втория препис на отец Валпа, отец Петър Балсамаджиев прави последната известна павликянска преправка на „Царственика“. Преписът е на 72 листа. Той също се съхранява в Националната библиотека. Преписът не е издаван.[8]

- Павликянски преписи на „История славянобългарска”
- Първи препис (от отец Едуардо Валпа)
- Втори препис (от Лавренти Кьосестоянов)
- Трети препис (от отец Едуардо Валпа)
- Четвърти препис (от отец Петър Балсамаджийски)

## Следосвобожденска книжнина
Освобождението на България съвпада с избора на Лъв XIII за папа на 20 февруари 1878 г. Той променя отношението на Ватикана спрямо християните на Балканите. Подобряването на политическите условия на католическите общности, изграждането на католическа йерархия и съединението на източното и западното християнство се нареждат сред приоритетите на новия папа. Така българската католическата литература след освобождението попада под влиянието на възхода на Католическата църква в България. Католическите институции в страната продължават да никнат една след друга.
Най-голям напредък бележи католическото образование. Главната заслуга за това се пада на успенците и йосифинките. Училищата, семинариите и колежите са достъпни не само за католиците. Поради автономния статут на Източна Румелия, католиците от Южна България имат достъп до Института на капуцините в Сирма, семинариите в Одрин и Цариград. За образованието на българските капуцините Ориенталският институт първоначано в Сирма, Турция след войната в Рим играе важна роля. Френските колежи и латинските семинарии привличат преподаватели от Франция и Италия. В първите следвоенни години масово започнат да никнат католически просветни дружества.
След Освобождението до Деветосептемврийския преврат спектърът на издаваните произведения е широк и разнообразен: от учебници за I-IV отделение за първоначалните католически училища, подготвени от отците-преподаватели – Георги Гиев, Франц Пъчев, Йосиф Гроздев и Aнтон Карагьозов – в първото българско католическо (началното) училище „Свети Андрей“ и одобрени от Министерството на просветата през 1928 г., през богати и разнообразни публикации в периодичните издания, до научни трудове по теология и философия на български език като монографиите на отец Кирил Тосков „Практикуването на християнските добродетели“ (1940 г.) и на Козма Гюлов „Мисли върху страданието на Исуса Христа“ (1943 г.), издадени в София от комитета „Добър печат“.
През първото десетилетие на ХХ в. в Сливен успенецът отец Герман Рейдон редактира и издава първото католическо списание „Поклонник“ (с притурка „Животът на Светците“), след войните списание се издава в Пловдив. През 1912 г. отец Рейдон започва да издава и списание „Вяра и Наука“. Статиите в списанието са преводни и оригинални, на религиозно-философски теми, хроники, биографии на видни католици и светци и др. Сътрудници на отец Рейдон са свещеници и миряни от цялата страна като Методий Устичков, Вартоломей Шишков, и др.
Най-голяма роля за сдружаването на католиците в страната внася католическият печат, който между световните войни изживява своя разцвет. През 1917 г. в София се появява първият брой на календара „Св. св. Кирил и Методи“, издаден на немски език от енорийския свещеник Алберт Егер. От втория брой за 1919 г. отпечатан в Царската придворна печатница в Софиия, той се списва на български и излиза като годишен алманах до 1950 г. Освен църковния календар за западния и източния обред, в сборниците се печатат религиозни разкази и стихотворения, прегледи на вътрешни и международни политически събития и ценни исторически и актуални сведения за живота на католиците в България. През юни 1921 г. в София e отпечатана книгата на Стоян Шангов и отец д-р Дамян Гюлов „Епохата на Асенoвци. Писмата на Калояна до Иникентий III“.
Безспорна заслуга с изключителе отзвук в духовния живот на католиците в България има издателството „Добър печат“. Изданията му – седмичника „Истина“, годишния календар „Св. Кирил и Методи“ и десетки книги се ползват с много добър прием сред католическото население. Водеща роля играе капуцинът Дамян Гюлов. По негова инициатива на 3 и 4 август 1921 г. в София се събират представители на орденското и мирското духовенство и на миряните от трите епархии. Сбирката, която се именува Първи конгрес на добрия печат, всъщност си поставя за цел да създаде книжовност, която да противопостави християнските идеи на нахлуващите и установяващите се в сферата на културата и политиката идеи на комунизма, фашизма, атеизма.
Изданията на „Добър печат“ не само консолидират католическата общност в България, а имат и важна роля за нейното по-добро интегриране в българското общество. На страниците на вестник „Истина“ (излизащ между 1924 г. и 1949 г.) се дава информация по много църковноисторически и богословски въпроси, като особено силно се повдига въпросът за идентичността на българина католик. Под ръководството на отец д-р Дамян Гюлов, вестникът се превръща в истинска трибуна както за наболелите въпроси в общността, така и за живота в българското общество.
В изданието на календара от 1936 г. за първи път се прави опит за систематизиране на българската католическа книжнина по епархии и ритуали. В този брой присъстват сто двадесет и три заглавия. В броя на Календара от 1938 г. списъкът се допълва с още стотина заглавия.
- Издания след Освобождението
- Учебник по катехизис на Софийско-пловдивската епархия, 1883 г.
- Първия брой на католически вестник „Истина“, 1924 г.
- Тома Кемпийски, „Подражание на Христа“, превод Методий Устичков, 1928 г.
- Комитет „Добър печат“, „Католически календар“, 1929 г.

## Упадък при социализма
След Деветосептемврийския преврат чужденстранните мисионери и преподаватели във френските колежи са принудени да напуснат България. Колежите са затворени. Вестник „Истина“ и католическият календар „Св. Кирил и Методи“ са спрени. Единствено българските католически духовници, които са останали извън страната, продължат да творят, но основно богословски и религиозни книги на латински, френски, италиански или английски. През 1980-те години проф. Георги Елдъров основава в Рим Българския католически книжовен архив „Абагар“, в който се опитва да събере пропиляната (не само католическа) българска книжовност зад граница.
През последните години на тоталитаризма единственото католическо издание в България е католическо календарче (в джобен формат 20 – 32 стр.) с Новогодишно (вместо Коледно) обръщение на папата към българските католици. През този период радио „Ватикана“ е единственото средство за информиране.
Съществуват и изолирани случаи като този с отец Петър Сарийски. В сферата на науката той води сътрудничество с Великотърновския университет „Св. св. Кирил и Методий“, като превежда от италиански и латински език документи и извори, свързани с българската история. Творбите на архимандрит Купен Михайлов и архимандрит Велик Вичев от този период не са публикувани. Купен Михайлов също участва в подготовката на неиздаден сборник на кирилометодиевска тематика с учени от БАН, а Велик Вичев оказана помощ на проф. Николай Генчев при написването на негови трудове.

## Съвременно състояние
През декември 1991 г. започва да излиза продължителят на идеите на в „Истина“ – вестник „Истина-Veritas“. Няколко месеца преди това е основан и вестник „Абагар“. Тези периодични издания започват да информират католиците в България за важните събития в Католическата църква и за събитията в света през погледа на Католическата църква, да публикуват исторически и богословски статии. През 2011 г. престава да излиза вестник „Абагар“, а последният брой на „Истина-Veritas“ е през декември 2017 г.
Католическите институции – църкви и манастири – използват информационните технологии, главно собствени уеб сайтове и страници в социалните мрежи, да информират миряните си за важни събития от живота на католическата църква и енориите. Някои енории поддържат в църквите уеб-камери, активни по време на служба.
Католическата църква в България има информационен сайт – www.catholic-bg.org с раздели Новини, Светият престол, Църква в България, в. „Истина“, Общности, Социална дейност, Катехизис, История, Издания, Връзки, Видео (на живо), и Устав. Радио „Ватикана“ поддържа секция на български език на своя уеб-сайт. В София е открита и книжарница за християнска литература „Анджело Ронкали“. От 22 октомври 2022 г. от София започва да излъчва по Интернет българското католическо радио „Аве Мария“.